# Viola hallii
Viola hallii A.Gray – gatunek roślin z rodziny fiołkowatych (Violaceae). Występuje endemicznie w Stanach Zjednoczonych – w północno-zachodniej Kalifornii i zachodniej części Oregonu. W całym swym zasięgu jest gatunkiem bliskim zagrożeniu. 

## Morfologia
PokrójBylina dorastająca do 5–20 cm wysokości, tworzy kłącza.
LiścieBlaszka liściowa jest nieco skórzasta, pierzasto-klapowana i ma kształt od owalnego do deltoidalnego, złożona z klapek od eliptycznych do lancetowatych. Mierzy 2–6 cm długości oraz 1,2–6,5 cm szerokości, jest karbowana na brzegu, ma stłumioną nasadę i tępy wierzchołek. Ogonek liściowy jest nagi i ma 13–80 mm długości. Przylistki są równowąsko lancetowate.
KwiatyPojedyncze, osadzone na szypułkach o długości 2,5–11 cm wyrastających z kątów pędów. Mają działki kielicha o owalnym lub lancetowatym kształcie. Płatki są odwrotnie jajowate, dwa płatki górne są mniejsze niż pozostałe i bordowe, natomiast pozostałe są od kremowo-żółtych do białych z bordowymi żyłkami i żółtą nasadą, dolny płatek jest owalny i posiada obłą ostrogę o długości 1-2 mm.
OwoceNagie torebki mierzące 4-12 mm długości, o elipsoidalnym kształcie. Nasiona maja mniej więcej 3,5 mm długości, są błyszczące i jasnobrązowe.

## Biologia i ekologia
Rośnie w formacji chaparral, na łąkach i skarpach. Występuje na wysokości od 150 do 2100 m n.p.m. Kwitnie w zależności od stanowiska wczesną wiosną lub od kwietnia do lipca. 